# Universidade do Arizona

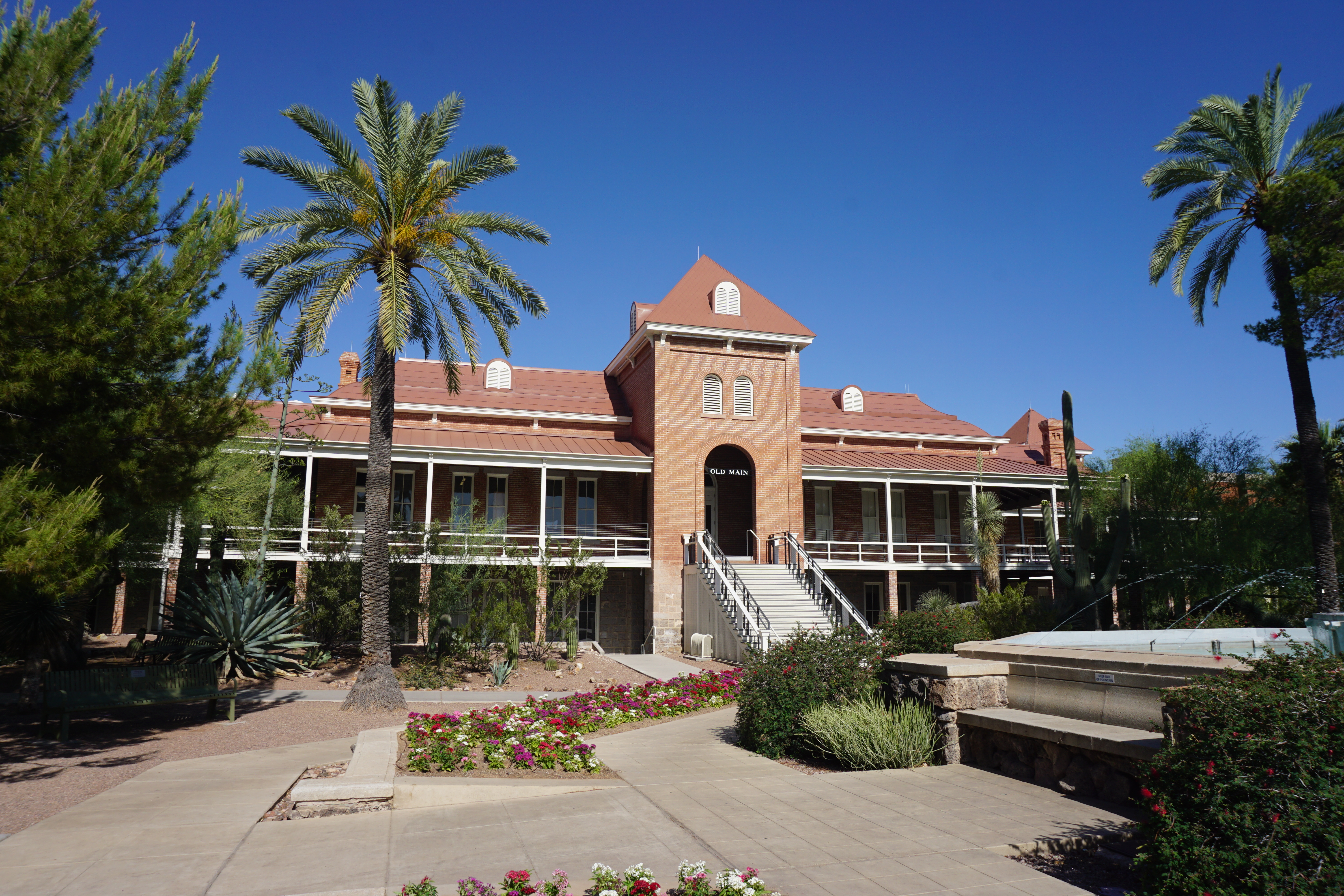
A "Old Main", também conhecida como "Escola de Agricultura da Universidade do Arizona". Foi adicionado ao Registro Nacional de Locais Históricos em 1972.

A Universidade do Arizona ( Arizona, U de A, UArizona ou UA ) é uma universidade pública de pesquisa com concessão de terras em Tucson, Arizona. Fundada em 1885 pela 13ª Legislatura Territorial do Arizona, foi a primeira universidade do Território do Arizona.
A universidade está classificada entre "R1: Universidades Doutorais - Atividade de Pesquisa Muito Alta". A Universidade do Arizona é uma das três universidades governadas pelo Conselho de Regentes do Arizona. Desde 2021 a universidade matriculou 49.471 alunos em 19 faculdades/escolas separadas, incluindo a Faculdade de Medicina da Universidade do Arizona em Tucson e Phoenix e a Faculdade de Direito James E. Rogers, e é afiliada a dois centros médicos acadêmicos ( Banner – University Medical Center Tucson e Banner – University Medical Center Phoenix). Em 2021, a Universidade do Arizona adquiriu a Ashford University.
Conhecidas como Arizona Wildcats (muitas vezes abreviadas para "Cats"), as equipes atléticas intercolegiais da UA são membros da Conferência Pac-12 da NCAA. Os atletas da UA ganharam títulos nacionais em vários esportes, principalmente basquete masculino, beisebol e softball.

## História
Após a aprovação do Morrill Land-Grant Act de 1862, o impulso para uma universidade no Arizona cresceu. A Legislatura "Décima Terceira" do Território do Arizona aprovou a Universidade do Arizona em 1885 e selecionou a cidade de Tucson para receber a verba para construir a universidade. Tucson esperava receber a dotação para o hospital psiquiátrico do território, que acarretou uma dotação de US$ 100.000 em vez dos US$ 25.000 atribuídos à única universidade do território (a Arizona State University também foi fundada em 1885, mas foi criada como a escola normal do Arizona, e não uma universidade ). As inundações no Rio Salgado atrasaram os legisladores de Tucson e, quando chegaram a Prescott, já haviam sido feitos acordos de bastidores alocando as instituições territoriais mais desejáveis. Tucson ficou bastante desapontado ao receber o que foi considerado um prêmio inferior.
Sem nenhuma parte disposta a fornecer terrenos para a nova instituição, os cidadãos de Tucson prepararam-se para devolver o dinheiro ao Legislativo Territorial até que dois jogadores e um dono de bar decidiram doar 40 acres ao Conselho de Regentes. A construção do Old Main, o primeiro prédio do campus, começou em 27 de outubro de 1887, e as aulas se reuniram pela primeira vez em 1891 com 32 alunos no Old Main, que ainda hoje está em uso. Como não havia escolas secundárias no Território do Arizona, a universidade manteve aulas preparatórias separadas durante os primeiros 23 anos de operação.
Em 1924, durante o mandato de Cloyd Marvin como presidente, a universidade foi reconhecida pela Association of American Universities.

### Tempos modernos
Em 17 de abril de 2020, a Universidade do Arizona anunciou cortes temporários de salários e licenças para seus 15.000 funcionários enquanto seu campus em Tucson fechava devido à pandemia de COVID-19. Todos os funcionários que ganham até US$ 150.000 por ano foram dispensados, com duração determinada pelo salário de cada funcionário. Para funcionários que ganham mais de US$ 150.000 por ano, foram instituídos cortes salariais de 17% ou 20%. Também em 2020, a Universidade do Arizona anunciou que comprou a Ashford University da Zovio e a renomeou como Campus Global da Universidade do Arizona.

## Acadêmicos
A Universidade do Arizona oferece bacharelado, mestrado, doutorado e cursos profissionais. As notas são dadas em uma escala estrita de 4 pontos, com "A" valendo 4, "B" valendo 3, "C" valendo 2, "D" valendo 1 e "E" valendo zero pontos.

### Classificações
| Audiologia                         | 10 |
| Ciências Biológicas                | 46 |
| Negócios                           | 46 |
| Química                            | 41 |
| Psicologia Clínica                 | 33 |
| Ciência da Computação              | 43 |
| Ciências da Terra                  | 8  |
| Economia                           | 42 |
| Educação                           | 73 |
| Engenharia                         | 63 |
| Inglês                             | 77 |
| Belas-Artes                        | 32 |
| História                           | 63 |
| Lei                                | 47 |
| Estudos de Biblioteca e Informação | 22 |
| Matemática                         | 47 |
| Medicina: Atenção Primária         | 63 |
| Medicina: Pesquisa                 | 62 |
| Enfermagem: Mestrado               | 45 |
| Física                             | 37 |
| Ciência Política                   | 51 |
| Psicologia                         | 45 |
| Assuntos Públicos                  | 34 |
| Saúde pública                      | 32 |
| Aconselhamento de reabilitação     | 4  |
| Sociologia                         | 24 |
| Fonoaudiologia                     | 6  |

| Ciências Agrárias                              | 188 |
| Artes e Humanidades                            | 42  |
| Biologia e Bioquímica                          | 237 |
| Biotecnologia e Microbiologia Aplicada         | 86  |
| Sistemas Cardíacos e Cardiovasculares          | 145 |
| Biologia Celular                               | 240 |
| Química                                        | 579 |
| Medicina Clínica                               | 147 |
| Ciência da Computação                          | 211 |
| Economia e Negócios                            | 105 |
| Engenharia Elétrica e Eletrônica               | 286 |
| Endocrinologia e Metabolismo                   | 184 |
| Engenharia                                     | 240 |
| Meio Ambiente/Ecologia                         | 42  |
| Geociências                                    | 26  |
| Imunologia                                     | 219 |
| Ciência de materiais                           | 458 |
| Microbiologia                                  | 116 |
| Biologia Molecular e Genética                  | 219 |
| Neurociência e Comportamento                   | 231 |
| Oncologia                                      | 175 |
| Óptica                                         | 109 |
| Farmacologia e Toxicologia                     | 218 |
| Física                                         | 185 |
| Ciência de plantas e animais                   | 53  |
| Psiquiatria/Psicologia                         | 115 |
| Saúde Pública, Ambiental e Ocupacional         | 111 |
| Radiologia, Medicina Nuclear e Imagens Médicas | 199 |
| Ciências Sociais e Saúde Pública               | 123 |
| Ciência Espacial                               | 10  |
| Cirurgia                                       | 103 |

O Center for World University Rankings em 2017 classificou o Arizona em 52º lugar no mundo e 34º nos EUA O 2018 Times Higher Education World University Rankings classificou a Universidade do Arizona em 161º lugar no mundo e o QS World 2017/18 O ranking universitário classificou-o em 230º lugar.
Em 2015, a Design Intelligence classificou o programa de graduação em arquitetura da Faculdade de Arquitetura e Arquitetura Paisagista (CALA) em 10º lugar no país para todas as universidades, públicas e privadas. A mesma publicação classificou a UA em 20º lugar nos programas gerais de graduação em arquitetura.

### Admissões
|                  | 2017      | 2016      | 2015      | 2014      | 2013     |
| ---------------- | --------- | --------- | --------- | --------- | -------- |
| Candidatos       | 36 166    | 35 236    | 32 723    | 26 481    | 26 329   |
| Admite           | 28 433    | 26 961    | 24 417    | 20 546    | 20 251   |
| % Admitido       | 78,6      | 76,5      | 74,6      | 77,5      | 76,9     |
| Inscrito         | 7 360     | 7 753     | 7 466     | 7 744     | 6 881    |
| GPA médio        | 3,43      | 3,48      | 3,38      | 3,37      | 3h40     |
| Faixa SAT*       | 1015–1250 | 1010–1230 | 1010–1230 | 1000–1230 | 990–1220 |
| * SÁBADO de 1600 |           |           |           |           |          |

A UA é considerada uma universidade "seletiva" pelo US News &amp; World Report. No ano letivo de 2014-2015, 68 alunos calouros foram bolsistas de mérito nacional.
Os alunos da UA vêm de todos os estados dos EUA. Embora quase 69% dos alunos sejam do Arizona, quase 11% são da Califórnia e 8% são internacionais, seguidos por uma presença significativa de estudantes do Texas, Illinois, Washington, Colorado e Nova York ( outono de 2013).

### Propinas
A propina para os semestres de outono e primavera na Universidade do Arizona é de US$ 12.700 para residentes de graduação em tempo integral e US$ 37.200 para não residentes. Tal como noutros estados, o custo das propinas tem aumentado devido à redução do apoio governamental e ao grande aumento do pessoal administrativo em relação ao corpo docente. Os estudantes de graduação que se inscreveram no programa opcional de garantia de mensalidades da UA em 2014 permanecerão em US$ 11.591 para residentes e US$ 30.745 para não residentes durante o ano letivo de 2018–19. Os alunos ingressantes matriculados em um programa de bacharelado são automaticamente elegíveis para o Programa de Mensalidade Garantida e não estarão sujeitos a aumentos de mensalidades por 8 semestres contínuos (quatro anos). O Programa de Mensalidade Garantida não se aplica a tarifas para sessões de verão e inverno.

### Faculdade de Honras
O WA Franke Honors College da Universidade do Arizona oferece um programa para mais de 4.500 alunos que cria uma comunidade menor, semelhante a uma faculdade de artes liberais dentro de uma grande instituição de pesquisa. Tudo começou em 1962 com a aceitação de setenta e cinco alunos e cresceu para 5.508 no ano acadêmico de 2016–2017. Os escritórios principais do Honors College da Universidade do Arizona ficam em N Fremont Ave e E Mabel St, dentro do recém-construído Honors Village. Foi renomeado de Honors College para WA Franke Honors College em reconhecimento a um compromisso de doação de US$ 25 milhões feito por William A. "Bill" Franke, sua esposa, Carolyn, e a família Franke.

### Pesquisas
O Arizona está classificado entre "R1: Universidades de Doutorado - Atividade de pesquisa muito alta". As despesas de pesquisa da universidade no ano fiscal de 2018 foram de US$ 687,1 milhão. O Arizona é a quarta universidade pública mais premiada pela NASA em pesquisa. A UA recebeu mais de US$ 325 milhões para seu Laboratório Lunar e Planetário (LPL) para liderar a missão da NASA a Marte em 2007-08 para explorar o Ártico marciano, e US$ 800 milhões para sua missão OSIRIS-REx, a primeira na história dos EUA a coletar amostras de um asteroide. O trabalho da LPL na órbita da espaçonave Cassini em torno de Saturno é maior do que qualquer outra universidade no mundo. O laboratório da U of A projetou e operou as investigações e imagens de radiação atmosférica na sonda. A UA opera a câmera HiRISE, parte da Mars Reconnaissance Orbiter. Ao usar a câmera HiRISE em 2011, o ex-aluno da UA Lujendra Ojha e sua equipe descobriram provas de água líquida na superfície de Marte - uma descoberta confirmada pela NASA em 2015. A UA recebe mais subsídios da NASA anualmente do que as próximas nove universidades financiadas pelo Laboratório de Propulsão a Jato da NASA juntas. Desde O primeiro parâmetro é necessário, mas foi fornecido incorretamente! de  2016 </link></link> , o Laboratório Lunar e Planetário da UA está ativamente envolvido em dez missões espaciais: Cassini VIMS; Graal; a câmera HiRISE orbitando Marte; a missão Juno orbitando Júpiter; Orbitador de Reconhecimento Lunar (LRO); Maven, que explorará a atmosfera superior de Marte e as interações com o Sol; Solar Probe Plus, uma missão histórica na atmosfera do Sol pela primeira vez; VIRTIS de Rosetta; SÁBIO; e OSIRIS-REx, a primeira missão de retorno de amostra dos EUA a um asteróide próximo à Terra, lançada em 8 de setembro de 2016.
Os alunos da UA foram selecionados como Truman, Rhodes, Goldwater e Fulbright Scholars. De acordo com The Chronicle of Higher Education, a UA está entre os 25 maiores produtores de prêmios Fulbright nos EUA
A UA é membro da Associação de Universidades de Investigação em Astronomia, um consórcio de instituições que desenvolvem investigação em astronomia. A associação opera observatórios e telescópios, notadamente o Observatório Nacional Kitt Peak, nos arredores de Tucson. A UA é membro da Associação de Universidades Americanas. Liderados por Roger Angel, os pesquisadores do Steward Observatory Mirror Lab da UA estão trabalhando em conjunto para construir o telescópio mais avançado do mundo. Conhecido como Telescópio Gigante de Magalhães, ele produzirá imagens 10 vezes mais nítidas do que as do Telescópio Espacial Hubble, em órbita terrestre. O telescópio está previsto para ser concluído em 2021. O GMT acabará custando US$ 1 bilhão. Pesquisadores de pelo menos nove instituições estão trabalhando para garantir o financiamento do projeto. O telescópio incluirá sete espelhos de 18 toneladas capazes de fornecer imagens nítidas de vulcões e leitos de rios em Marte e de montanhas na Lua a uma velocidade 40 vezes mais rápida do que os atuais grandes telescópios do mundo. Os espelhos do Telescópio Gigante de Magalhães serão construídos na Universidade de A e transportados para um local permanente no topo de uma montanha nos Andes chilenos, onde o telescópio será construído.
Ao chegar a Marte em março de 2006, o Mars Reconnaissance Orbiter continha a câmera HiRISE, com o investigador principal Alfred McEwen como líder do projeto. Esta missão da NASA a Marte transportando a câmera projetada pela UA está capturando as imagens de maior resolução do planeta já vistas. A jornada do orbitador foi de 300 milhões de milhas. Em agosto de 2007, a UA, sob o comando de Peter Smith, liderou a Missão Phoenix Mars, a primeira missão totalmente controlada por uma universidade. Ao chegar à superfície do planeta em Maio de 2008, o objectivo da missão era melhorar o conhecimento do Árctico marciano. O Arizona Radio Observatory, uma parte do Steward Observatory, opera o Telescópio Submilimétrico no Monte Graham.
A National Science Foundation financiou o iPlant Collaborative em 2008 com uma doação de US$ 50 subsídio de milhões. Em 2013, a iPlant Collaborative recebeu US$ 50 milhões de subsídios de renovação. Renomeada no final de 2015 como "CyVerse", a plataforma colaborativa de gerenciamento de dados baseada em nuvem está indo além das ciências biológicas para fornecer acesso à computação em nuvem em todas as disciplinas científicas.
Em junho de 2011, a universidade anunciou que assumiria a propriedade total do centro de pesquisa científica Biosphere 2 em Oracle, Arizona. A Biosfera 2 foi construída por desenvolvedores privados (financiados principalmente pelo empresário e filantropo texano Ed Bass ) com seu primeiro experimento de sistema fechado começando em 1991. A universidade era parceira oficial de gestão do centro para fins de pesquisa desde 2007.
Em 2018, a UA recebeu financiamento do Pioneer Fund, um instituto sem fins lucrativos que promove o racismo científico e a eugenia. Os recursos foram solicitados por Aurélio José Figueredo, que dirige o programa de pós-graduação em comportamento humano e psicologia evolutiva. Os fundos da bolsa foram usados por Figueredo para participar da Conferência de Londres sobre Inteligência de 2016, onde são feitas apresentações sobre eugenia. Figueredo também revisou artigos para Mankind Quarterly, um jornal que defende a hierarquia racial. Figueredo rejeitou a eugenia e a inferioridade racial.

#### Publicações
Desde 1945, a universidade publica Arizona Quarterly, uma revista literária acadêmica.
A parceria do Arizona com a Universidad de Sonora foi renovada em agosto de 2017, com foco em uma parceria em geologia e física.
O Arizona faz parte de pesquisas teóricas e experimentais em física de partículas e física nuclear no âmbito do programa CERN desde 1987. A colaboração foi iniciada pelo teórico Peter A. Carruthers, chefe do departamento de física, e Johann Rafelski que iniciou o programa quark-gluon-plasma no CERN. Arizona juntou-se oficialmente à Colaboração CERN-LHC ATLAS em 1994.
O Arizona tem um programa estratégico para atrair acadêmicos estrangeiros, principalmente da China.

### Bibliotecas

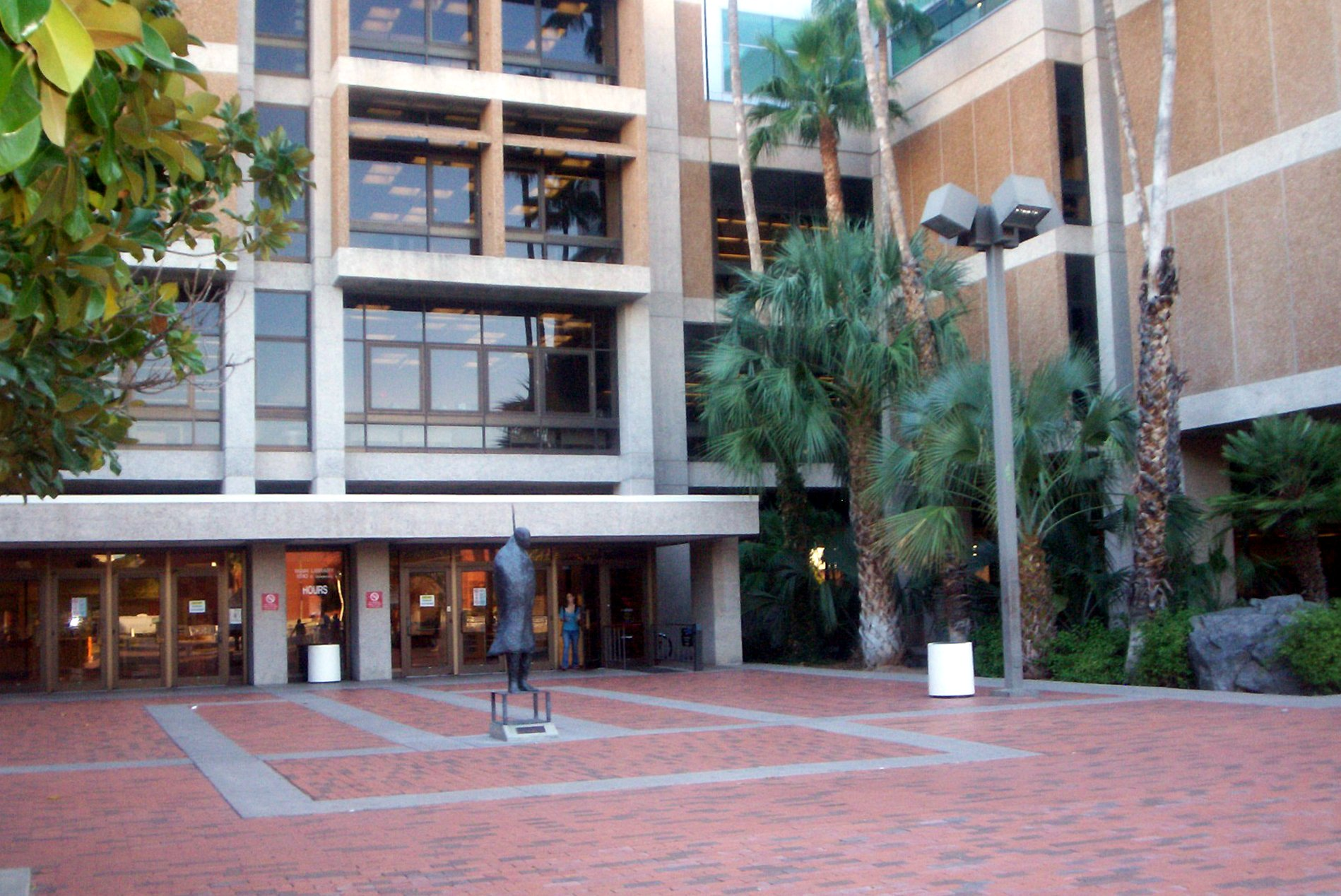
Entrada para a biblioteca principal da U of A, antes do início das obras de reforma em 2019.

De acordo com o relatório "Gastos por Bibliotecas de Pesquisa Universitárias" da Associação de Bibliotecas de Pesquisa de 2015–2016, as bibliotecas da UA são classificadas como a 37ª biblioteca universitária geral na América do Norte (de 114) para investimento universitário.
Desde 2012, o sistema de Bibliotecas da UA contém mais de seis milhões de volumes impressos, 1,1 milhão de livros eletrônicos e 74.000 Periódicos Eletrônicos. A biblioteca principal, inaugurada em 1976, serve como centro de referência, periódico e administrativo do sistema de bibliotecas; a maioria das coleções principais está alojada aqui. A biblioteca principal fica no Quadrante Sudeste do campus, perto do McKale Center e Arizona Stadium.
Em 2002, o Centro de Aprendizagem Integrado (ILC) foi concluído com um investimento de US$ 20 milhões, 100,000 sq ft (10,000 m2)   instalação de informática destinada ao uso dos alunos ingressantes. O ILC possui salas de aula, auditórios, um pátio com máquinas de venda automática e um laboratório de informática ampliado com várias dezenas de estações de trabalho e impressão 3D. Computadores e impressão 3D estão disponíveis para utilização pelo público em geral (com algumas restrições), bem como por estudantes, docentes e funcionários da UA. Grande parte do ILC foi construída no subsolo, abaixo da extremidade leste do Mall. O ILC se conecta ao subsolo da Biblioteca Principal. Como parte do projeto, foram construídos novos escritórios adicionais para a biblioteca no quinto andar existente.
A Biblioteca de Coleções Especiais fica adjacente à Biblioteca Principal. Foi fundado em 1958 e abriga materiais relacionados principalmente à história do Arizona e do sudoeste, estudos de fronteiras e literatura.
A Biblioteca Weaver de Ciência e Engenharia fica em um prédio próximo da década de 1960 que abriga volumes e periódicos dessas áreas. O Edifício de Música (no quadrante noroeste do campus, onde muitas das disciplinas de artes plásticas estão agrupadas) abriga a Biblioteca de Belas Artes, incluindo coleções de referência para arquitetura, música (incluindo partituras, gravações e estações de audição) e fotografia. Existe uma pequena biblioteca no Centro de Fotografia Criativa, também no complexo de artes plásticas, dedicada à arte e à ciência da fotografia. A Biblioteca Jurídica fica no prédio jurídico (James E. Rogers College of Law), no cruzamento da Speedway Boulevard com a Mountain Avenue.
A Biblioteca de Ciências da Saúde do Arizona, construída em 1996, fica no Centro de Ciências da Saúde, no extremo norte do campus, e em Phoenix, no Phoenix Biomedical Campus, no Edifício de Educação em Ciências da Saúde (HSEB). A biblioteca atende as Faculdades de Medicina, Enfermagem, Farmácia, Saúde Pública e Medicina Veterinária, a Rede de Saúde da Universidade do Arizona e é um recurso para profissionais de saúde e cidadãos de todo o estado.

## Campus

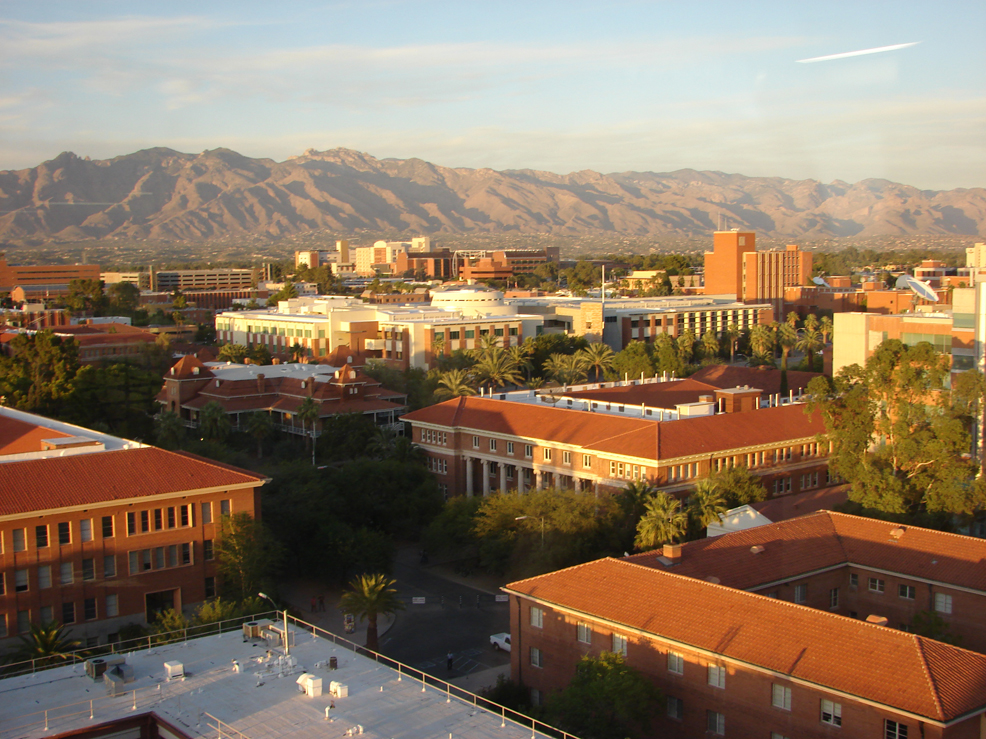
União Estudantil, Old Main e edifício Forbes

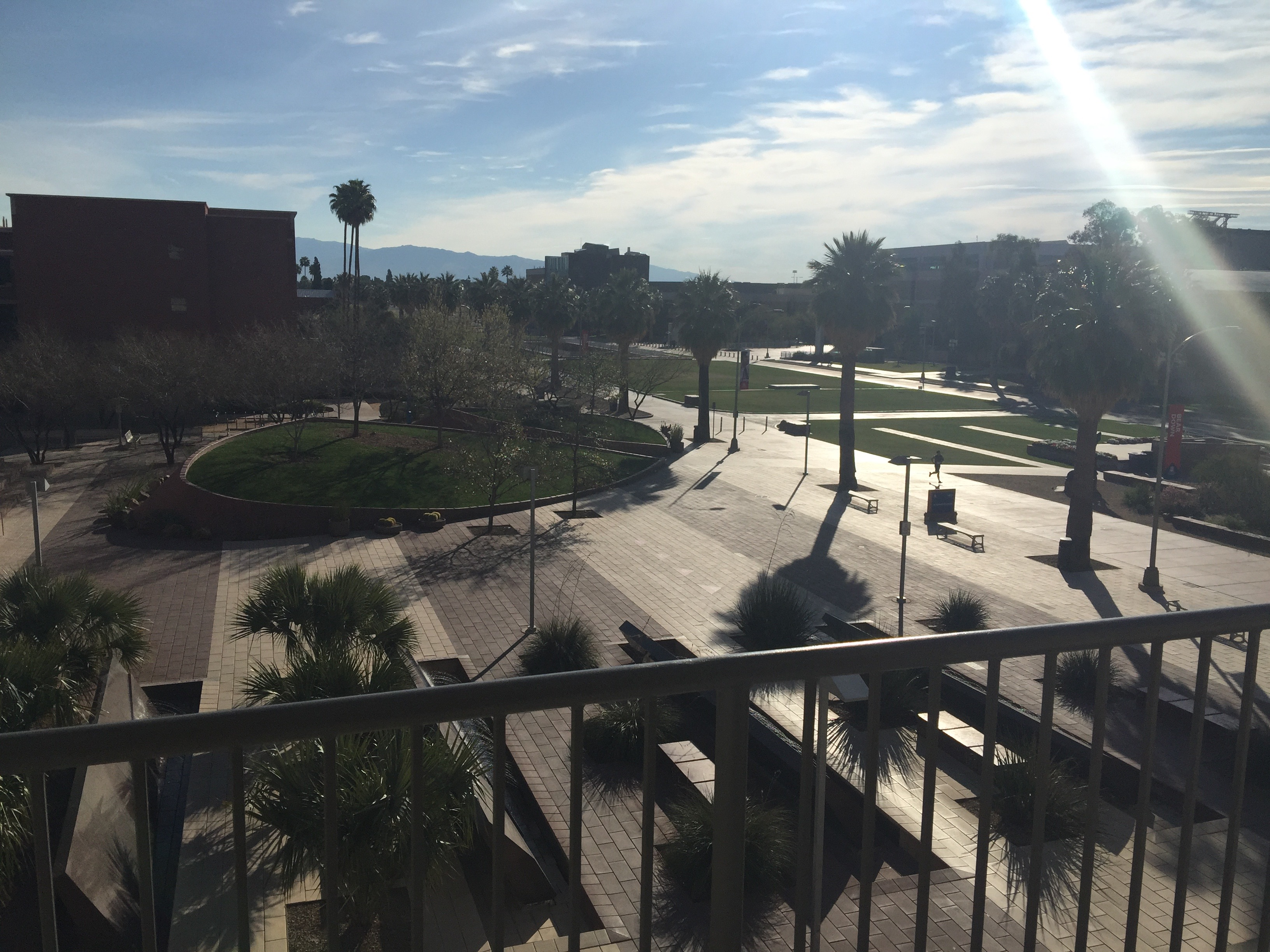
Praça dos Ex-alunos

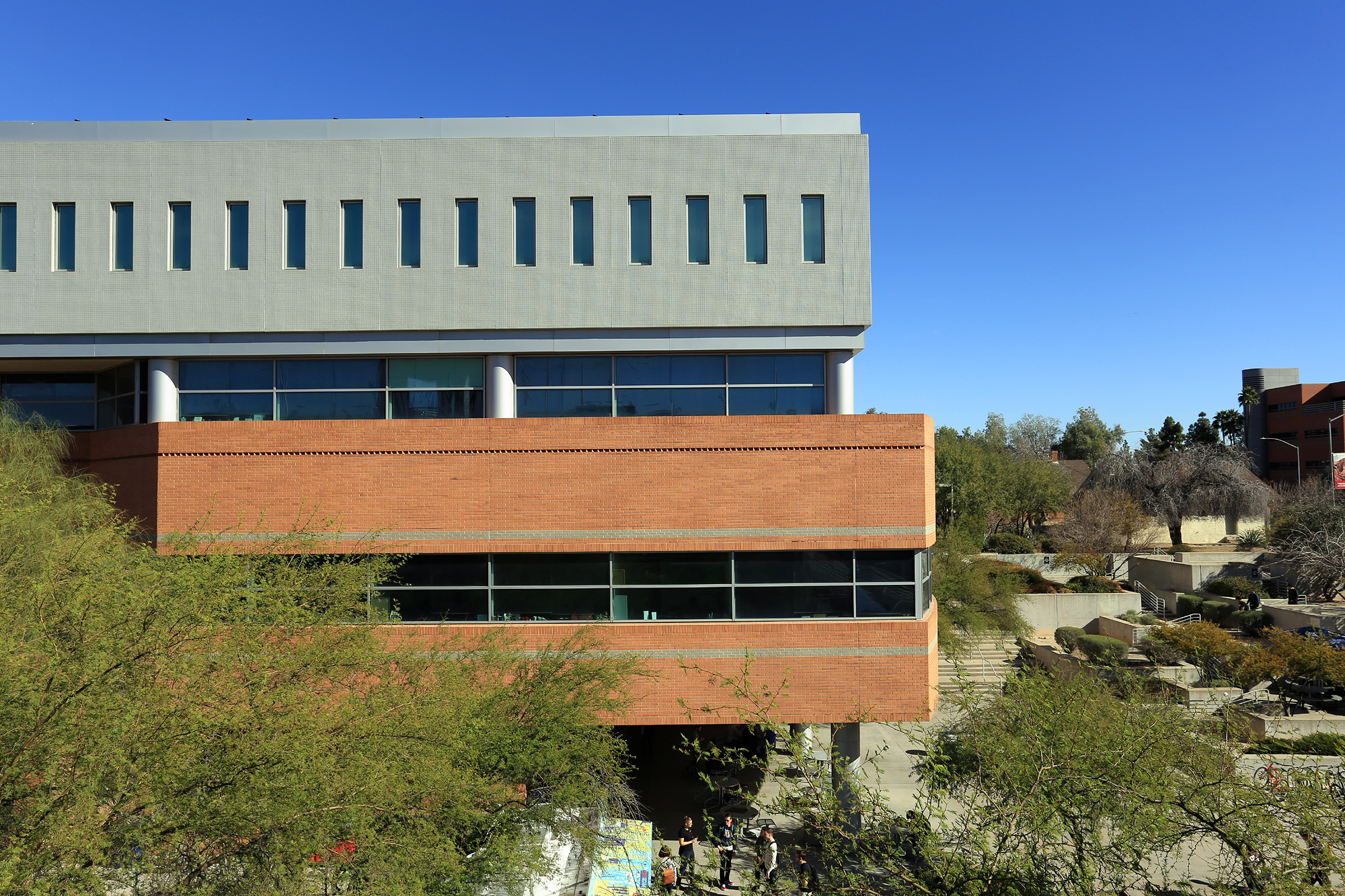
UA McClelland Hall, Eller College of Management

Os 179 edifícios do campus principal ocupam 380 acres (1.5 km2)   no centro de Tucson, cerca de 1.6 km (1 mi) a nordeste do centro da cidade. Roy Place, um proeminente arquiteto de Tucson, projetou muitos dos primeiros edifícios, incluindo os edifícios do Arizona State Museum (um deles a biblioteca principal de 1927) e o Centennial Hall. O uso de tijolo vermelho no local deu o tom para as fachadas de tijolo vermelho que são uma parte básica de quase todos os edifícios da UA: quase todos os edifícios da UA têm o tijolo vermelho como um componente principal do design, ou pelo menos, um acento estilístico para harmonizar com os outros edifícios do campus. No início da década de 1930, Place atualizou o plano diretor do campus, concebido por seu sócio arquiteto John Lyman em 1919 e modelado após a Universidade da Virgínia.
O campus é dividido em quadrantes. Os lados norte e sul do campus são delineados por uma extensão gramada chamada Mall, que se estende de Old Main em direção ao leste até a fronteira leste do campus na Campbell Avenue (uma importante rua arterial norte-sul). Os lados oeste e leste do campus são separados aproximadamente pela Highland Avenue e pelo Student Union Memorial Center (veja abaixo).
Os edifícios de ciências e matemática tendem a estar agrupados no quadrante sudoeste; as instalações intercolegiais de atletismo ao sudeste; os edifícios de artes e humanidades a noroeste (com o departamento de dança sendo uma grande exceção, já que suas instalações principais ficam no extremo leste do campus), com os edifícios de engenharia na área centro-norte. Os edifícios de ciências ópticas e espaciais estão agrupados no lado leste do campus, perto dos estádios esportivos e da biblioteca principal (1976).

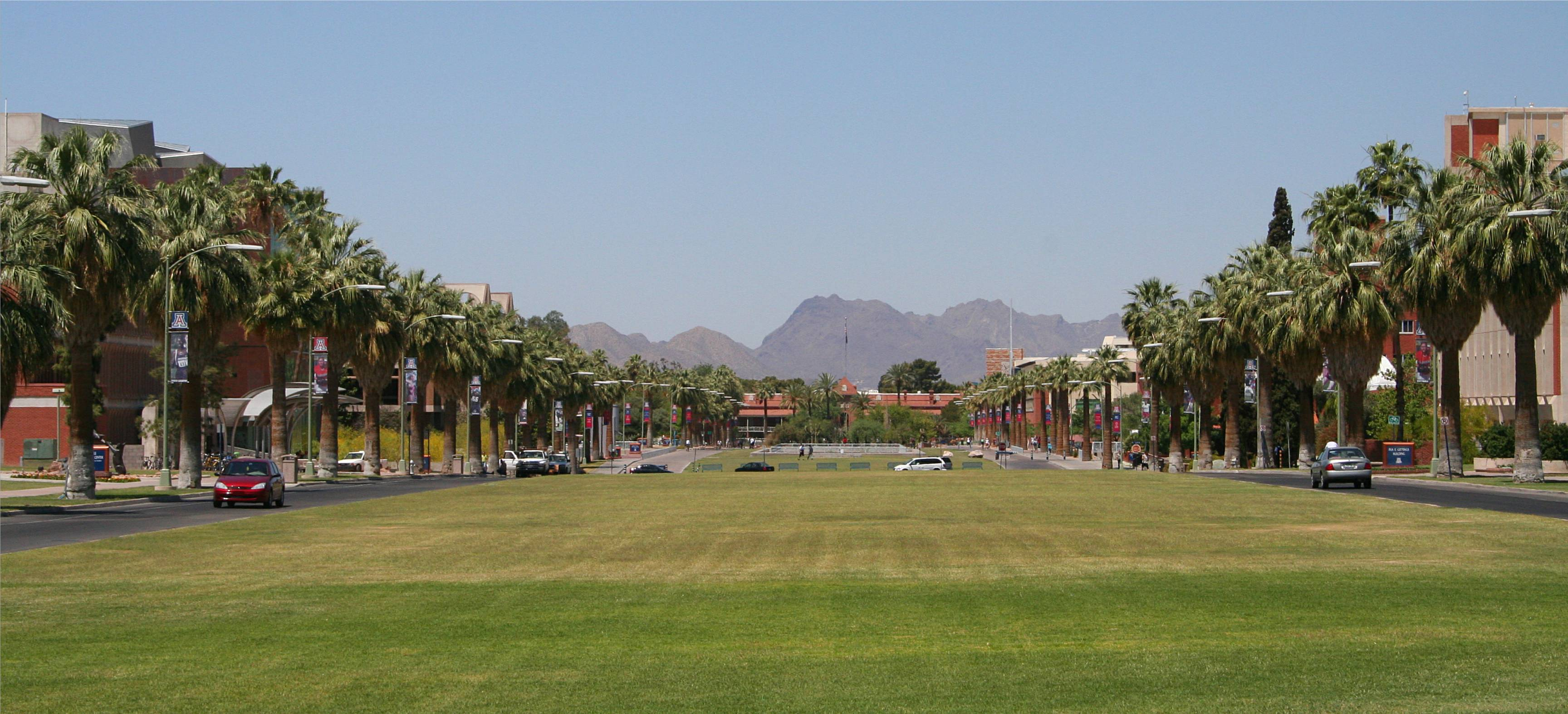
Shopping da Universidade do Arizona

Speedway Boulevard, uma das principais ruas arteriais leste-oeste de Tucson, tradicionalmente definia o limite norte do campus, mas desde a década de 1980, vários edifícios universitários foram construídos diretamente nesta rua e ao norte dela, expandindo-se para um bairro tradicionalmente repleto de complexos de apartamentos e residências unifamiliares. A universidade comprou alguns desses complexos de apartamentos para moradia estudantil nos últimos anos. A Sexta Rua normalmente define o limite sul, com casas unifamiliares (muitas das quais são alugadas para estudantes) ao sul desta rua.
A Park Avenue tradicionalmente define o limite oeste do campus, e há um muro de pedra que corre ao longo de uma grande parte do lado leste da rua, levando ao antigo portão principal e à entrada de automóveis que leva ao Old Main. Ao longo ou adjacente a todas essas ruas principais há uma grande variedade de estabelecimentos comerciais que atendem à população estudantil, docente e de funcionários (como é o caso de outros bairros universitários semelhantes nos Estados Unidos): lojas, livrarias, bares, bancos, cooperativas de crédito, cafeterias e grandes redes de restaurantes fast-food, como Chipotle, Panera Bread e Pei Wei. A área próxima à University Boulevard e Park Avenue, perto do portão principal, tem sido um importante centro dessa atividade varejista desde as primeiras décadas da universidade; muitas lojas que datam da década de 1920 foram renovadas desde o final da década de 1990, outras novas lojas de varejo foram construídas nos últimos anos e um hotel Marriott de nove andares foi construído neste distrito imediato em 1996.
O Stevie Eller Dance Theatre, inaugurado em 2003 (do outro lado do Mall do McKale Center ) como um 28,600 sq ft (2,660 m2)   local de apresentação dedicado ao programa de dança da UA, um dos departamentos universitários de dança mais conceituados dos Estados Unidos. Projetado por Gould Evans, um escritório de arquitetura com sede em Phoenix, o teatro recebeu o Citation Award de 2003 do American Institute of Architects, Arizona Chapter.
A webcam do departamento de Ciência da Computação fornece uma transmissão ao vivo do campus visto do topo do edifício Gould-Simpson (o prédio de salas de aula mais alto do campus, com 10 andares). A Fonte Memorial Berger na entrada oeste de Old Main homenageia os estudantes da UA que morreram na Primeira Guerra Mundial e remonta a 1919. A Universidade do Arizona gera energia renovável com painéis solares (fotovoltaicos) que foram instalados nos prédios do campus. Em 2011, o Sustainable Endowments Institute deu à universidade uma nota "B" no Boletim de Sustentabilidade da Faculdade. Em 2015, a universidade abriu o ENR2, abrigando a Escola de Geografia, Desenvolvimento e Meio Ambiente da Universidade do Arizona, que será um dos edifícios "mais verdes" do campus, com recursos como um sistema de ar condicionado de última geração e 55.000 galões de água. -tanque de colheita. Projetado para se assemelhar a um desfiladeiro no deserto de Sonora, o edifício de 150.000 pés quadrados se concentra na adaptação e na redução de nossa pegada de carbono.
Os edifícios mais antigos do campus ficam a oeste de Old Main. A maioria dos edifícios a leste de Old Main datam das décadas de 1940 a 1980 (um período de enorme crescimento no campus e em Tucson em geral), com alguns edifícios recentes construídos desde 1990.

### Centro Memorial da União Estudantil

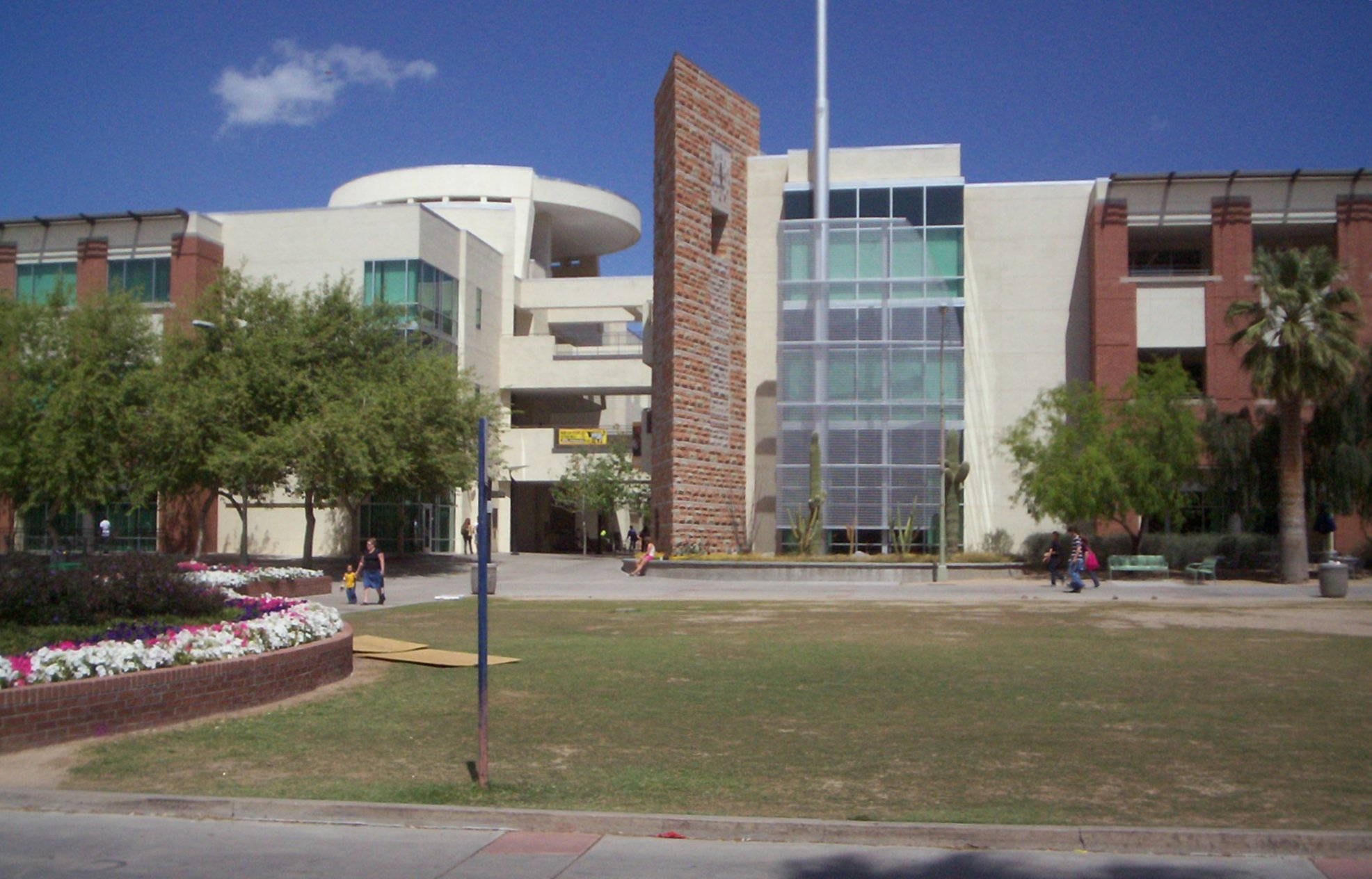
Centro Memorial da União Estudantil

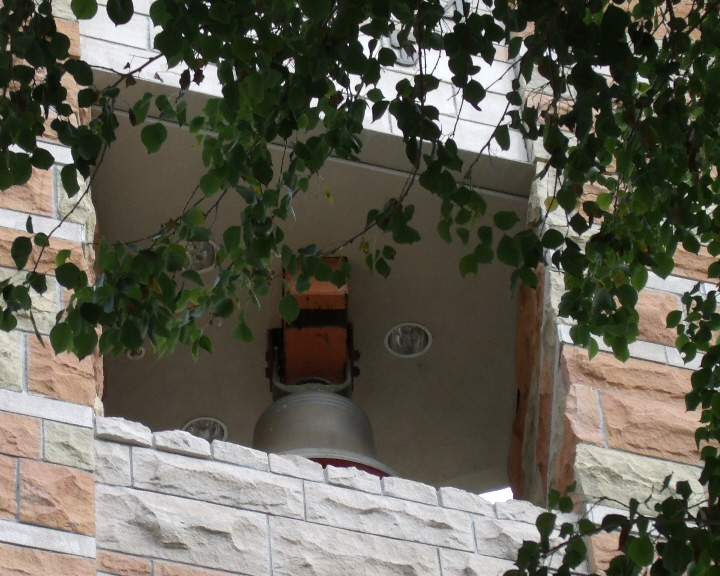
O USS Arizona Bell resgatado. O sino de 1.820 libras é um dos dois recuperados do USS Arizona e está alojado na "torre do sino" do Centro Memorial da União Estudantil da Universidade do Arizona.

O Student Union Memorial Center, no lado norte do Mall, a leste de Old Main, foi completamente reconstruído entre 2000 e 2003. Ele substituiu uma 270,000 sq ft (25,000 m2)   estrutura inaugurada originalmente em 1951 com acréscimos durante a década de 1960 e início da década de 1970. A união estudantil tem 405,000 sq ft (37,600 m2)   de espaço em quatro níveis, e inclui 14 restaurantes, uma mercearia, uma livraria de dois níveis com seção de material de escritório, 23 salas de reuniões, oito áreas de estar (incluindo uma dedicada ao USS Arizona ), um laboratório de informática, um correio dos EUA e um centro de cópias.
O edifício foi projetado para espelhar o USS Arizona (BB-39). Uma variedade de esculturas apimentam o local, decorando o ar com os sinos das placas de identificação ou as cores da luz refratada em homenagem a quem serviu. Um sino alojado no USS Arizona, um dos dois sinos resgatados do navio após o ataque a Pearl Harbor, tem residência permanente na torre do relógio do Student Union Memorial Center. O sino chegou ao campus em julho de 1946. O sino tocou sete vezes na terceira quarta-feira de cada mês, às 12h07 - símbolo do naufrágio do encouraçado em 7 de dezembro de 1941 - para homenagear indivíduos da UA, bem como após vitórias no futebol em casa, sobre qualquer time, exceto outro Escolas do Arizona. Em dezembro de 2020, foi anunciado que a pedido da Marinha dos Estados Unidos, que ainda é oficialmente proprietária do sino, e no interesse da preservação do artefato histórico, o sino não tocaria mais.

### O Arboreto da Universidade do Arizona
Grande parte do campus principal foi designada como arboreto. Plantas de todo o mundo são rotuladas ao longo de uma caminhada autoguiada. O Krutch Cactus Garden inclui a árvore Boojum mais alta do estado do Arizona. Dois herbários no campus universitário são referidos como "ARIZ" no Index Herbariorum
A Universidade do Arizona, assim como suas instituições irmãs Arizona State University e Northern Arizona University, é governada pelo Conselho de Regentes do Arizona ou pela ABOR, um órgão de 12 membros. Oito membros voluntários são nomeados pelo Governador para mandatos escalonados de oito anos; dois alunos fazem parte do conselho para cargos de dois anos, sendo o primeiro ano um ano de aprendizagem sem direito a voto. O Governador e o Superintendente da Instrução Pública atuam como membros ex officio com direito a voto. A ABOR fornece "orientação política" e supervisão às três principais universidades que concedem diplomas, conforme previsto no Título 15 dos Estatutos Revisados do Arizona.
Ex-presidentes notáveis da universidade incluem: Hart (ex-presidente da Temple University ); o presidente interino Eugene Sander, que se aposentou da universidade após 25 anos de serviço como educador e administrador, incluindo quase um ano na função de presidente interino; Robert N. Shelton, que começou seu mandato em 2006 e renunciou no verão de 2011 para aceitar a presidência do Fiesta Bowl, (um torneio de futebol universitário do BCS disputado anualmente em Phoenix área). O antecessor de Shelton, Peter Likins, deixou o cargo no final do período acadêmico de 2005-06. Outros ex-presidentes da UA incluem Manuel Pacheco (predecessor principal de Likins; a primeira pessoa de ascendência hispânica a liderar a universidade e que dá nome ao Centro de Aprendizagem Integrado ), Henry Koffler (antecessor de Pacheco e o primeiro ex-aluno da UA a liderar a universidade), John Schaefer, Richard Harvill (que presidiu um período de crescimento dramático para a UA nas décadas de 1950 e 1960), Homer L. Shantz, Kendric C. Babcock, e Rufus B. von KleinSmid.

## Atletismo
Tal como muitas grandes universidades públicas nos EUA, os desportos são uma actividade importante no campus e recebem um grande orçamento operacional. As equipes atléticas do Arizona são apelidadas de Wildcats, um nome derivado de um jogo de futebol americano de 1914 com o então campeão da Califórnia , o Occidental College, onde o LA Times afirmou: "os homens do Arizona mostraram a luta dos gatos selvagens". A Universidade do Arizona participa da Divisão IA da NCAA na Conferência Pac-12, onde foi admitida em 1978.

### Equipes

#### Basquete masculino
A seleção masculina de basquete tem sido um dos programas de maior sucesso do país desde que Lute Olson foi contratado como técnico principal em 1983, e ainda é conhecido como uma potência nacional no basquete masculino da Primeira Divisão. Entre 1985 e 2009, a equipe alcançou o Torneio da NCAA por 25 anos consecutivos, que é a terceira sequência mais longa na história da NCAA, depois do Kansas, com aparições de 1990 até o presente, Carolina do Norte, com 27 aparições consecutivas de 1975 a 2001. Os Wildcats alcançaram a Final Four do torneio da NCAA em 1988, 1994, 1997 e 2001. Em 1997, o Arizona derrotou a Universidade de Kentucky, a então atual campeã nacional, para vencer o Campeonato Nacional da NCAA ( Campeonato de Basquete da Divisão I Masculina da NCAA ) por um placar de 84-79 na prorrogação; A primeira vitória do Arizona no campeonato nacional. A equipe campeã de 1997 se tornou a primeira e única na história da NCAA a derrotar três sementes número um a caminho do título nacional (Kansas, Carolina do Norte e Kentucky - o jogo da Carolina do Norte foi o último jogo do técnico de longa data da UNC, Dean Smith). O armador Miles Simon foi escolhido como MVP do Final Four de 1997 (Simon também foi assistente técnico de Olson de 2005 a 2008). Os Cats também possuem a terceira maior porcentagem de vitórias do país nos últimos vinte anos. O Arizona ganhou um total de 28 campeonatos de conferências da temporada regular na história de seu programa e 6 torneios PAC-12. Desde 2005, o Arizona produziu 17 escolhas no draft da NBA.
Os Wildcats jogam em casa no McKale Center, em Tucson. Vários ex-Wildcats seguiram carreiras profissionais de sucesso na NBA (especialmente durante a era Lute Olson), incluindo Gilbert Arenas, Richard Jefferson, Mike Bibby, Jason Terry, Sean Elliott, Damon Stoudamire, Khalid Reeves, Luke Walton, Hassan Adams., Salim Stoudamire, Andre Iguodala, Channing Frye, Brian Williams (mais tarde conhecido como Bison Dele ), Sean Rooks, Jud Buechler, Michael Dickerson, Chase Budinger, Jordan Hill, Jerryd Bayless, Derrick Williams, Kadeem Allen, Aaron Gordon, Solomon Hill, Rondae Hollis-Jefferson, Stanley Johnson, TJ McConnell, Lauri Elias Markkanen, Kobi Simmons, Steve Kerr, Deandre Ayton, Rawle Alkins e Allonzo Trier. Kenny Lofton, agora mais conhecido como ex-astro da Liga Principal de Beisebol, foi um vencedor de quatro anos como jogador de basquete Wildcat (e estava no time Final Four de 1988), antes de um ano no time de beisebol do Arizona. Outro ex-jogador de basquete Wildcat notável é Eugene Edgerson, que jogou nas equipes da Final Four de 1997 e 2001, e passou algumas de suas carreiras profissionais como um dos Harlem Globetrotters como "Wildkat" Edgerson.
Antes da contratação de Lute Olson em 1983, o Arizona foi a primeira grande escola da Divisão I a contratar um treinador afro-americano em Fred Snowden, em 1972. Após um mandato de 25 anos como técnico principal do Arizona, Olson anunciou sua aposentadoria do programa de basquete do Arizona em outubro de 2008. Depois de duas temporadas usando treinadores interinos, o Arizona nomeou Sean Miller, técnico da Universidade Xavier, como seu novo técnico de basquete em abril de 2009. Durante sua gestão, Miller levou os Wildcats a cinco campeonatos de conferências da temporada regular, três campeonatos de torneios de conferências e sete participações no torneio da NCAA. Miller atuou como técnico principal em quatro das sete temporadas na história do Arizona em que os Wildcats venceram 30 ou mais jogos.
Após o programa de basquete receber cinco violações de Nível I da NCAA em março de 2021 (o culminar de uma grande investigação da NCAA que remonta a 2017 ), Miller foi dispensado de suas funções em abril de 2021, após doze temporadas. Após uma busca nacional e muita especulação da mídia, o Arizona anunciou logo depois que o assistente de Gonzaga, Tommy Lloyd, se tornaria o 18º técnico do basquete masculino do Arizona.

#### Futebol

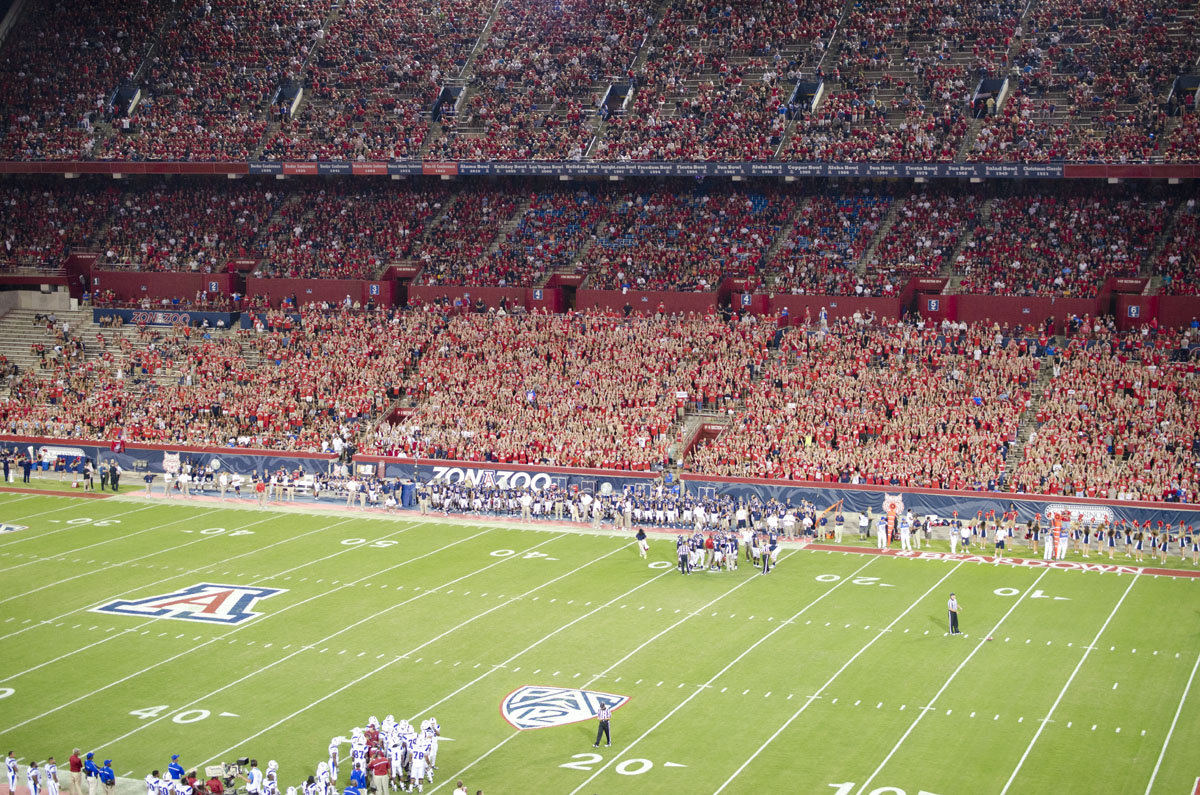
O Arizona Stadium tem capacidade total para 55.675

O time de futebol começou na Universidade do Arizona em 1899 com o apelido de "Varsity" (nome mantido até a temporada de 1914, quando o time foi considerado "Wildcats").
O time de futebol teve um sucesso notável na década de 1990, sob o comando do técnico Dick Tomey ; sua defesa "Desert Swarm" foi caracterizada por táticas duras e obstinadas. Em 1993, o time teve sua primeira temporada de 10 vitórias e venceu o University of Miami Hurricanes no Fiesta Bowl por um placar de 29-0. Foi a única derrota do bowl game em seus 23 anos de história. Em 1998, a equipe registrou uma temporada recorde escolar de 12-1 e chegou ao Holiday Bowl, no qual derrotou o Nebraska Cornhuskers. O Arizona terminou a temporada em 4º lugar nacionalmente na pesquisa de treinadores e API. O Holiday Bowl de 1998 foi transmitido pela ESPN e estabeleceu o recorde agora superado de ser o jogo de bowl mais assistido na história da rede. De novembro de 2003 a outubro de 2011, o programa foi liderado por Mike Stoops, irmão de Bob Stoops, técnico de futebol da Universidade de Oklahoma ( campeão nacional do BCS em 2000); Stoops foi demitido em 10 de outubro de 2011. O ex-técnico do Michigan e da Virgínia Ocidental, Rich Rodriguez, foi contratado em 21 de novembro de 2011 para liderar os Wildcats. O anúncio foi feito pelo diretor atlético da UA, Greg Byrne, via Twitter. Em sua primeira temporada, Rodriguez levou os Wildcats ao New Mexico Bowl de 2012, onde derrotaram o Wolf Pack da Universidade de Nevada. Em sua terceira temporada, os Wildcats venceram o Pac-12 South e disputaram o Fiesta Bowl de 2014. Em 2015, os Wildcats disputaram seu quarto bowl consecutivo, derrotando a Universidade do Novo México no New Mexico Bowl. Em 2017, eles perderam para os Purdue Boilermakers no Foster Farms Bowl, o 21º jogo dos Wildcats.
Rodriguez foi dispensado de suas funções em 2 de janeiro de 2018, na sequência de uma investigação interna da universidade sobre alegações de assédio sexual feitas pela ex-assistente administrativa de Rodriguez. Após uma busca nacional e muita especulação na mídia, Kevin Sumlin foi contratado em 14 de janeiro de 2018 como o novo técnico de futebol dos Wildcats. Sumlin foi treinador principal da Texas A&amp;M University e da University of Houston. Depois de um mandato decepcionante de três temporadas, com os Wildcats postando um recorde de 5–7 (4–5 no Pac-12) em 2018 e um recorde de 4–8 (2–7 no Pac-12) em 2019, Sumlin foi demitido na conclusão da temporada 2020 (um cronograma truncado devido à pandemia de COVID-19 ).
Depois de uma pesquisa nacional e muita especulação da mídia, o ex-técnico universitário e da NFL Jedd Fisch (mais recentemente o técnico QB do New England Patriots e ex-assistente da UCLA, Michigan, Miami e Minnesota ) foi escolhido como o 32º técnico de futebol dos Wildcats., conforme anunciado em dezembro de 2020.

#### Beisebol
O time de beisebol teve sua primeira temporada em 1904. O time de beisebol conquistou quatro títulos de campeonatos nacionais em 1976, 1980, 1986 e 2012, sendo os três primeiros treinados por Jerry Kindall e o mais recente por Andy Lopez. Os times de beisebol do Arizona apareceram na série de títulos do Campeonato Nacional da NCAA um total de 34 vezes, incluindo 1956, 1959, 1963, 1976, 1980, 1986, 2004, 2012 e 2016. O beisebol do Arizona apareceu no College World Series 18 vezes. O Arizona é o 7º em jogos vencidos na temporada regular, com 2.347 vitórias. Os jogos em casa são disputados no Hi Corbett Field.

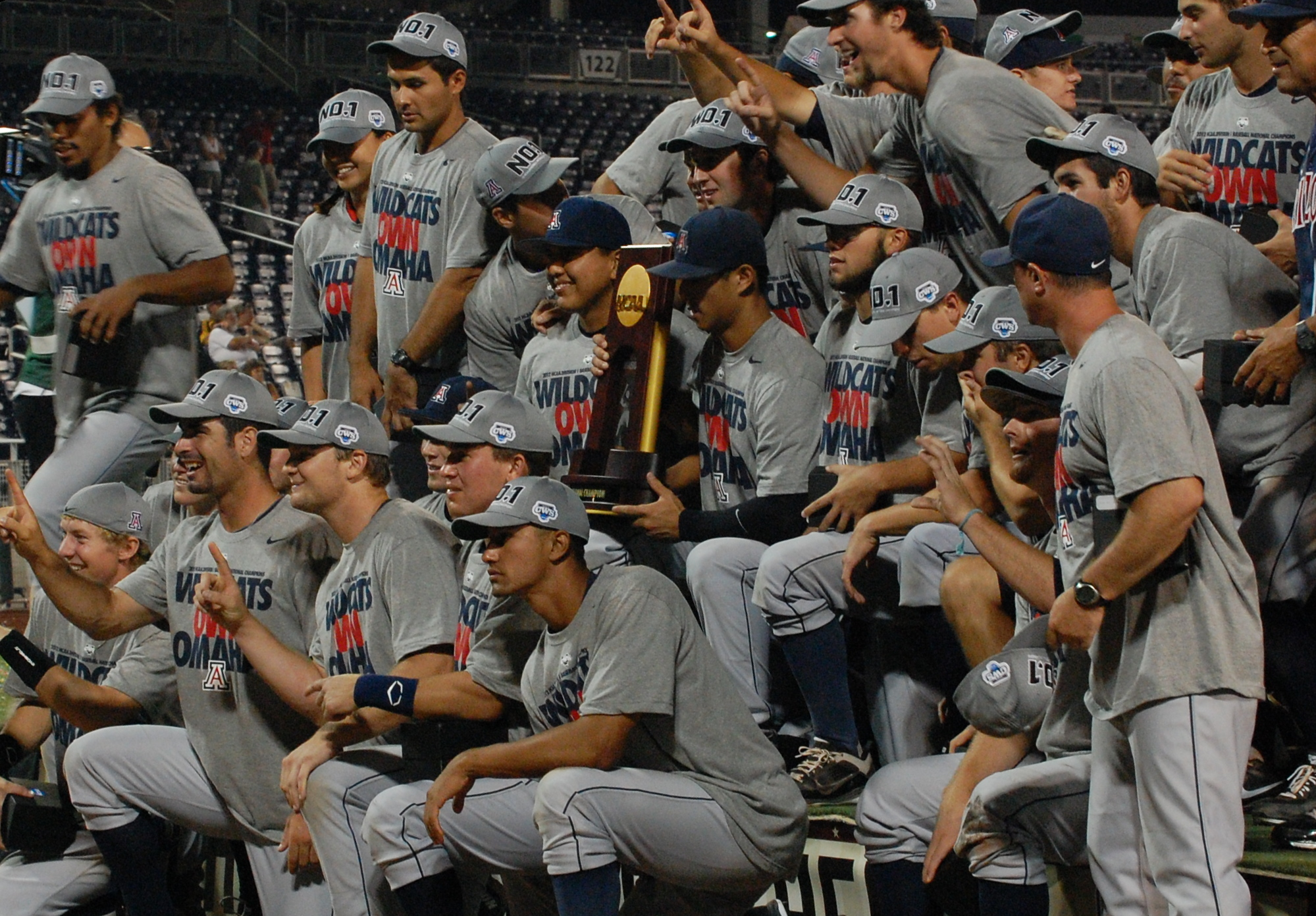
Jogadores do Arizona comemorando o quarto título do programa College World Series em 2012

Em julho de 2021, Chip Hale foi nomeado o novo técnico do beisebol do Arizona. Hale jogou pelos Wildcats sob o comando de Jerry Kindall e fez parte do time campeão da College World Series de 1986; ele jogou, treinou e administrou nas ligas principais por vários anos, atuando como técnico do Arizona Diamondbacks em 2015 e 2016 e, mais recentemente, atuando como técnico da terceira base do Detroit Tigers.